# St. Ulrich und Afra (Todtenweis)

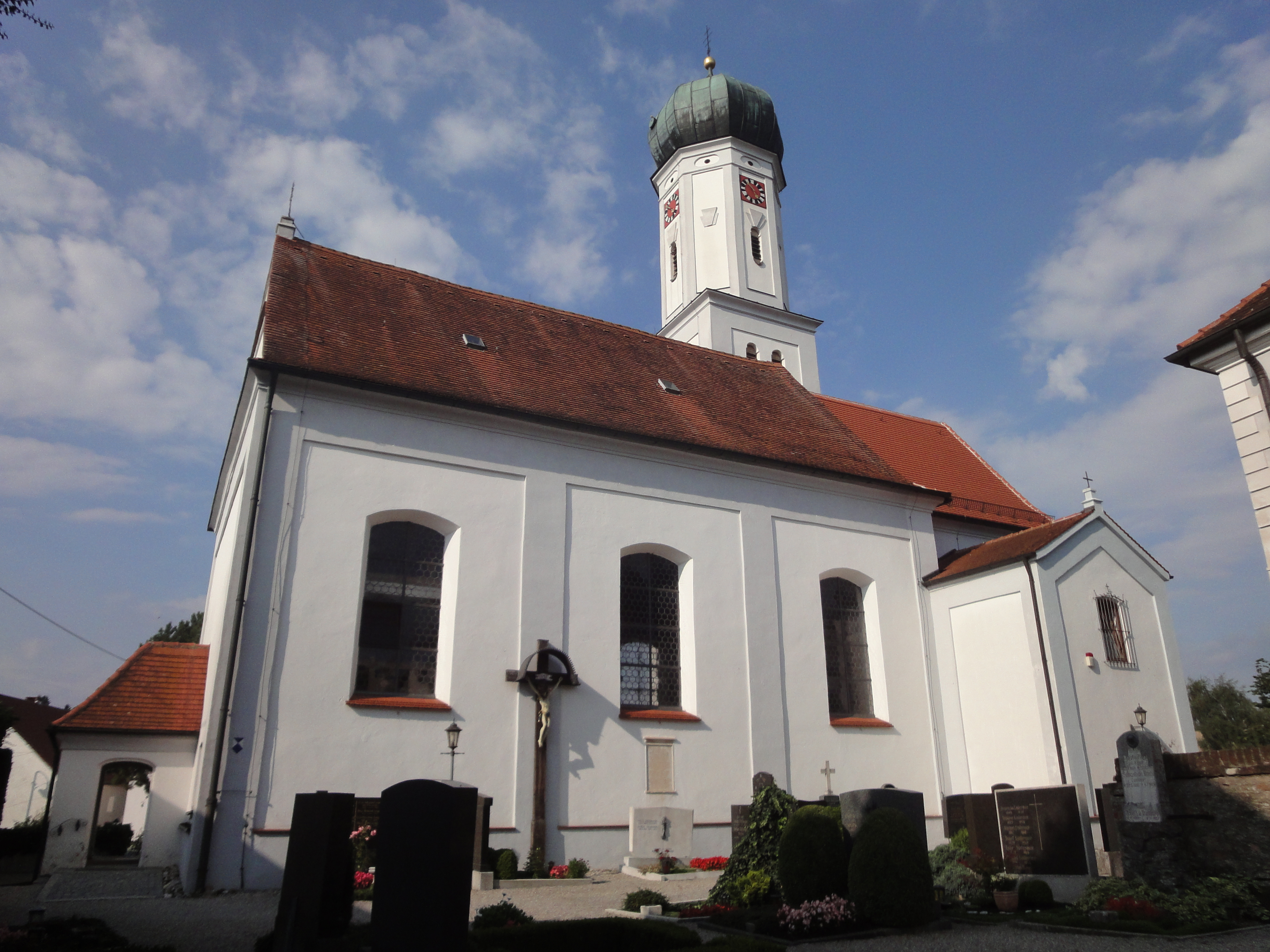
St. Ulrich und Afra in Todtenweis

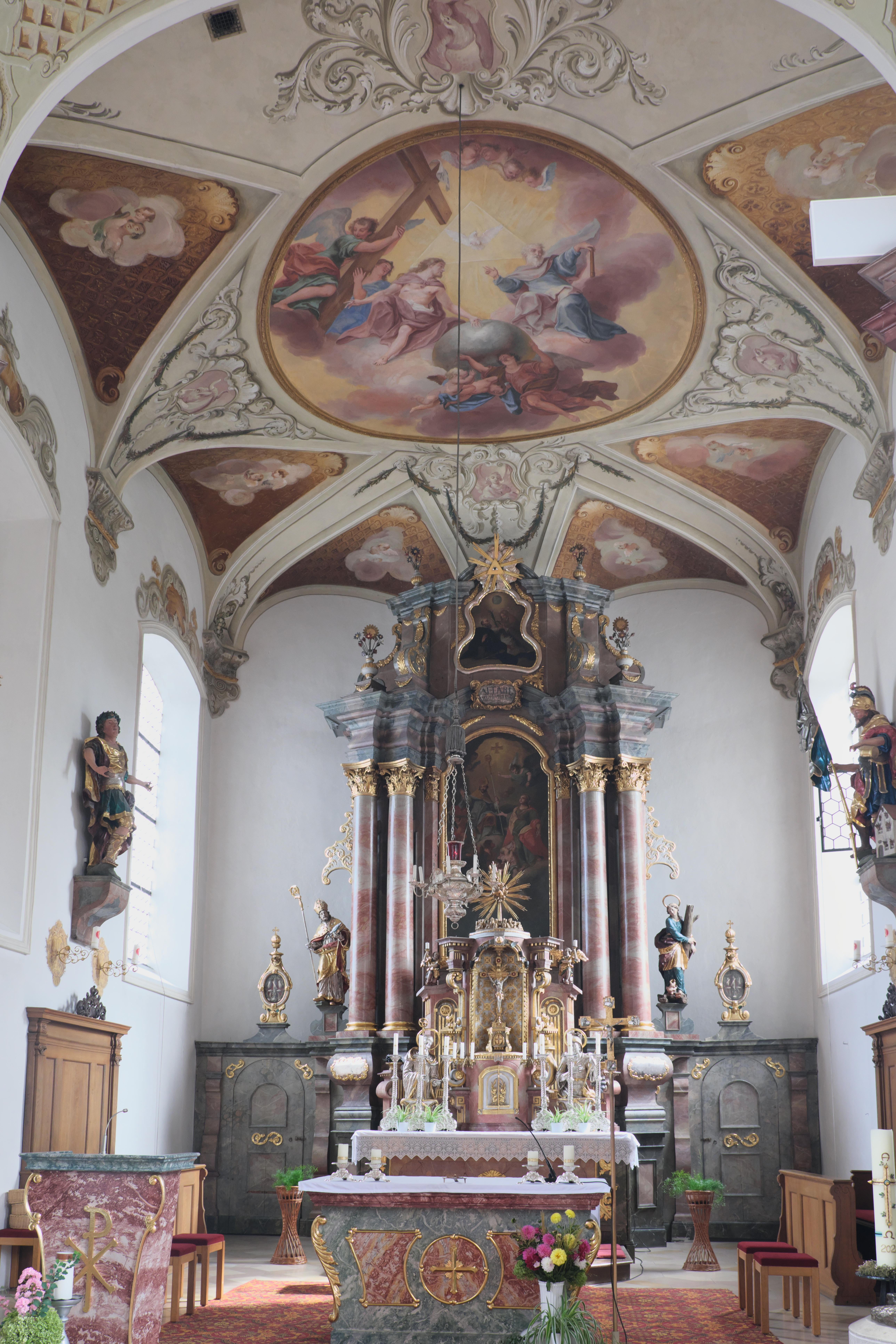
Altar

Die römisch-katholische Pfarrkirche St. Ulrich und Afra steht in Todtenweis, einer Gemeinde im schwäbischen Landkreis Aichach-Friedberg in Bayern. Das Bauwerk ist in der Liste der Baudenkmäler in Todtenweis als Baudenkmal unter der Nr. D-7-71-169-2 eingetragen. Die Pfarrei gehört zum Dekanat Aichach-Friedberg des Bistums Augsburg.

## Beschreibung
Die Saalkirche wurde im Jahre 1737 unter Abt Coelestin Mayr anstelle einer Vorgängerkirche erbaut. Sie besteht aus einem Langhaus, einem eingezogenen, korbbogig geschlossenen Chor im Osten und einem Chorflankenturm auf quadratischem Grundriss an der Nordwand des Chors, dessen untere Geschosse aus dem 15. Jahrhundert stammen. Er wurde mit einem achteckigen Geschoss, das die Turmuhr und den Glockenstuhl beherbergt, aufgestockt und der mit einer Zwiebelhaube bedeckt wurde. Der Innenraum des Langhauses ist mit einer Decke mit Hohlkehle überspannt, der des Chors mit einem Stichkappengewölbe. Die Fresken wurden 1737 von Christoph Thomas Scheffler eingefügt. An der Decke über dem Altar ist die Trinität dargestellt. Das Altarretabel des linken Seitenaltars stammt von Johann Matthias Kager. Die Orgel wurde 2000 von Franz Schreier gebaut.